# الحسن بن كنون
الحسن بن القاسم كنون الحاكم الثالث عشر والأخير من سلالة الحكام الأدارسة للمغرب. خلف الحسن أخيه أبو العيش أحمد بن كنون عام 954 م إلى أن وقع في أسر أمويي الأندلس عام 974 م. وظل في منفاه في قرطبة حتى وفاته عام 985 م.

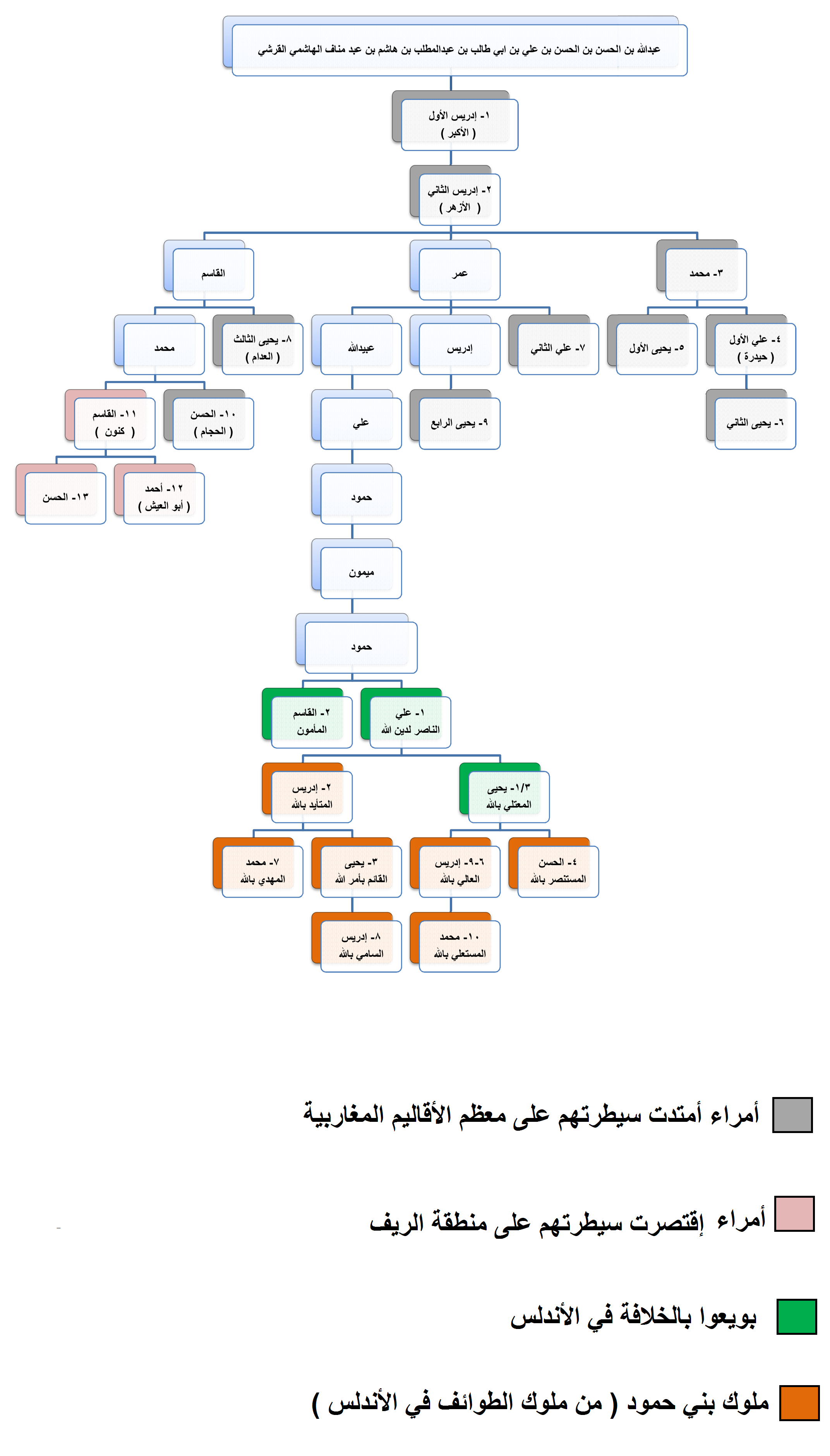
سلالة الأدارسة